# Harman-Alkaloide

Allgemeine Struktur der Harman-Alkaloide. Beispielverbindungen:
Harman: R = H
Harmol: R = OH
Harmin: R = O–CH_{3}

Grundkörper der β-Carboline

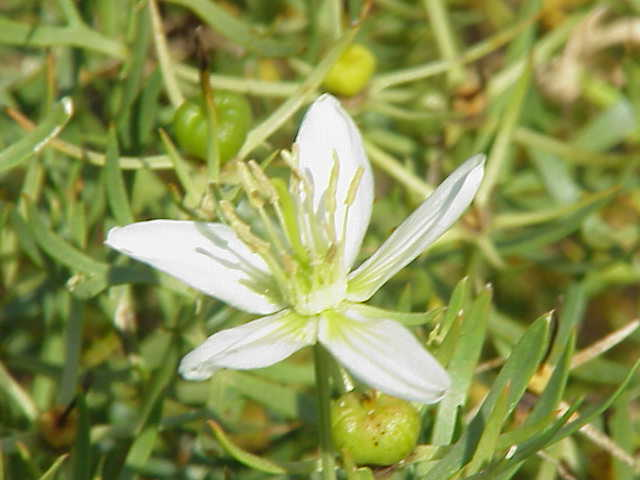
Steppenraute (Peganum harmala L.)

Die Stoffgruppe der Harman-Alkaloide gehört zu den β-Carbolinen und besteht aus den Substanzen Harmin (7-Methoxyharman), Harman, Harmol (7-Hydroxyharman), Harman-3-carbonsäure, Harmalin (3,4-Dihydroharmin), Harmalol (7-Hydroxy-3,4-dihydroharman) und 1,2,3,4-Tetrahydroharmin.
Die Biosynthese verläuft über die Aminosäure Tryptophan, die mit einer Carbonylverbindung zu einem Dreifach-Ringsystem umgesetzt wird. Die allgegenwärtige Verbreitung von Tryptophan erklärt das Vorkommen in verschiedensten Pflanzen, darunter der Steppenraute Peganum harmala, die Namensgeber der Stoffgruppe ist; aber auch in der Liane Banisteriopsis caapi oder dem Nachtschattengewächs Vestia foetida wurden Harman-Alkaloide gefunden. Weiterhin werden in Säugetieren Harmane endogen gebildet.
In der Medizin werden die Harman-Alkaloide zur Behandlung der Encephalitis sowie bei Parkinson-Patienten eingesetzt. Sie sind auch
im traditionellen südamerikanischen Entheogen Ayahuasca (aus Banisteriopsis caapi) zu finden. Besonders Harmalin und Harmin wirken hemmend auf die Monoaminoxidasen (MAO) und auf Ionentransportvorgänge; unter anderem kann so der Körper das in Ayahuasca enthaltene Dimethyltryptamin (DMT) nicht abbauen, was die halluzinogene Wirkung verursacht.
| Schmelzpunkte der Harman-Alkaloide | Schmelzpunkte der Harman-Alkaloide | Schmelzpunkte der Harman-Alkaloide | Schmelzpunkte der Harman-Alkaloide | Schmelzpunkte der Harman-Alkaloide | Schmelzpunkte der Harman-Alkaloide |
| ---------------------------------- | ---------------------------------- | ---------------------------------- | ---------------------------------- | ---------------------------------- | ---------------------------------- |
| Substanz                           | Harmin                             | Harman                             | Harmalin                           | Tetrahydroharmin                   | Harmalol                           |
| Schmelzpunkt (°C)                  | 261                                | 237–238                            | 232–234                            | 187–190                            | 212                                |